# HD 171978
HD 171978 är en dubbelstjärna belägen i den södra delen av stjärnbilden Ormen, som också har Bayer-beteckningen e Serpentis.  Den har en kombinerad skenbar magnitud av ca 5,76 och är svagt synlig för blotta ögat där ljusföroreningar ej förekommer. Baserat på parallax enligt Gaia Data Release 2 på ca 6,1 mas, beräknas den befinna sig på ett avstånd på ca 537 ljusår (ca 165 parsek) från solen och ingår i rörelsegruppen Ursa Major. Den rör sig bort från solen med en heliocentrisk radialhastighet på ca 11 km/s.

## Egenskaper
Primärstjärnan HD 171978 A är en blå till vit stjärna i huvudserien av spektralklass A0 V och är en misstänkt variabel av okänd typ. Den har en massa som är ca 2,4 solmassor, en radie som är ca 3 solradier och har ca 42 gånger solens utstrålning av energi från dess fotosfär vid en effektiv temperatur av ca 8 800 K.
Stjärnan karaktär av dubbelstjärna rapporterades av den kanadensiska astronomen R.M. Petrie 1948. Den är en dubbelsidig spektroskopisk dubbelstjärna med en omloppsperiod av 14,7 dygn och en excentricitet på 0,25. Omloppsbanans lutningsvinkel uppskattas till ~30°. De två stjärnorna har en magnitudskillnad på 0,4 ± 0,1 mag, vilket ger magnitud på 6,33 respektive 6,73. De har var och en ett spektrum med skarpa linjer, vilket anger att deras rotationshastighet inte är hög. Båda är liknande huvudseriestjärnor av spektraltyp A med en kombinerad spektralklass av A0 V. År 1970 noterade Geary och Abt att följeslagren, HD 171978 B, verkar vara en Am-stjärna.